# Виктор Пархимчик

Виктор Пархимчик

Виктор Викторович Пархимчик (род. 8 апреля 1982)  - политический активист, участник протестов против режима Александр Лукашенко и бывший политический заключённый. Его деятельность в борьбе за права человека и репрессии, которым он подвергался, стали предметом общественного и международного резонанса. После освобождения в 2022 году он эмигрировал в Польшу, где продолжил участвовать в правозащитных инициативах, а также сохранил связь с IT-сферой, основав студию  IT Deweloper .

## Биография
Виктор Пархимчик родился 8 апреля 1982 года. Он получил образование в Минском государственном торговом колледже (2002) и Белорусском государственном экономическом университете (2008). Несмотря на ранние интересы в области информационных технологий и интернет-маркетинга, его общественная значимость определяется, прежде всего, политической активностью.

## Политическая деятельность и преследование
Пархимчик принимал активное участие в протестах 2020 года против режима Александр Лукашенко. В ноябре 2020 года он был задержан правоохранительными органами и обвинён в хулиганстве (ч. 1 ст. 339 УК РБ) за противодействие выезду спецподразделения пограничных войск ОСАМ по адресу: улица Якубовского, 20 в Минске.
15 января 2021 года суд Фрунзенского района Минска вынес приговор, согласно которому Пархимчик получил два года ограничения свободы с направлением в исправительное учреждение открытого типа (ИУОТ) № 45. В апреле 2022 года он был переведён в исправительную колонию № 17 в Шклове, где отбывал наказание.
Он стал одним из заключённых, чье наказание было ужесточено с «химии» (ИУОТ) до лишения свободы в колонии строгого режима.

## Освобождение и правозащитная деятельность
14 сентября 2022 года Пархимчик вышел на свободу после полного отбытия наказания. Его освобождение вызвало широкий резонанс в белорусском обществе и за рубежом, подчеркнув необходимость соблюдения прав человека. Заблаговременно его супруга обратилась в консульство Польши для получения гуманитарной визы, что позволило ему и его семье эмигрировать в Польшу, где им был предоставлен статус Международной защиты.
После освобождения его дело получило широкое международное освещение, что способствовало привлечению внимания к политическим репрессиям в Беларуси и инициированию правозащитных движений.
После освобождения он продолжил участвовать в правозащитных инициативах, регулярно выступая в СМИ и на публичных мероприятиях с призывами к соблюдению прав человека в Беларуси.

## Жизнь и деятельность после освобождения
Пархимчик продолжил работу в IT-сфере, основав студию IT Deweloper в Белостоке (Польша). Тем не менее, основное внимание его общественной деятельности сосредоточено на политической активности и правозащитных инициативах, направленных на привлечение внимания к нарушениям прав человека в Беларуси.

## Личная жизнь
Пархимчик женат и имеет двоих детей.

## Интересные факты
- Во время заключения Пархимчик тайно зашил в подошву обуви бирку с номером заключённого и вывез её за границу в качестве доказательства репрессий в Беларуси.[9]